# Volker Steinhoff
Volker Steinhoff (* 1963 in Hannover) ist ein deutscher Journalist.

## Leben und Wirken
Steinhoff begann 1988 als freier Autor und Journalist aus Niedersachsen zu berichten. Er absolvierte 1991 ein Volontariat beim Norddeutschen Rundfunk (NDR). 1992 wurde er Redakteur beim politischen Fernsehmagazin Panorama, wo zu seinen Schwerpunkten der Rechtsradikalismus gehört. 2009 übernahm er die Redaktionsleitung von Panorama.

## Auszeichnungen
- 1999: Sophie – Medienpreis Mecklenburg-Vorpommern/Heinrich-Böll-Stiftung/DGB für Die braune Wahlschlacht
- 2002: Grimme-Preis für Die Todespiloten
- 2018: Grimme-Preis für besondere journalistische Leistungen bei der Berichterstattung über den G-20-Gipfel in Hamburg.